# Chinatown (soundtrack)
Chinatown is de originele soundtrack, gecomponeerd en gedirigeerd door Jerry Goldsmith voor de film Chinatown uit 1974 van Roman Polański. Het album werd uitgebracht in 1974 door ABC Records.
Polanski vertrouwde de muziek aanvankelijk toe aan componist Phillip Lambro. Producent Robert Evans was niet tevreden met het resultaat en gaf Goldsmith dringend de opdracht om binnen een zeer krappe deadline van tien dagen een nieuwe partituur te schrijven. Goldsmith wist de deadline te halen en leverde muziek af, die een Oscar-nominatie ontving voor beste originele dramatische muziek.

## Tracklijst
Alle muziek is geschreven door Jerry Goldsmith, tenzij anders aangegeven.
| 1.                 | Love Theme from Chinatown (Main Title)                                                            | 1:59 |
| 2.                 | Noah Cross                                                                                        | 2:27 |
| 3.                 | Easy Living (geschreven door Ralph Rainger en Leo Robin)                                          | 1:49 |
| 4.                 | Jake and Evelyn                                                                                   | 2:41 |
| 5.                 | I Can't Get Started – Bunny Berigan & His Orchestra (geschreven door Vernon Duke en Ira Gershwin) | 3:35 |
| 6.                 | The Last of Ida                                                                                   | 2:59 |
| 7.                 | The Captive                                                                                       | 3:05 |
| 8.                 | The Boy On a Horse                                                                                | 2:05 |
| 9.                 | The Way You Look Tonight (geschreven door Jerome Kern en Dorothy Fields)                          | 2:16 |
| 10.                | The Wrong Clue                                                                                    | 2:32 |
| 11.                | J. J. Gittis                                                                                      | 3:05 |
| 12.                | Love Theme from Chinatown (End Title)                                                             | 2:03 |
| Totale duur: 30:36 |                                                                                                   |      |

### Uitgebreide uitgave (Intrada Records, 2016)
1. Love Theme (Main Title) – 1:59
2. Noah Cross – 2:27
3. Easy Living (Ralph Rainger & Leo Robin) – 1:49
4. Jake And Evelyn – 2:41
5. I Can't Get Started (Ira Gershwin & Vernon Duke) – 3:35
6. The Last Of Ida – 2:59
7. The Captive – 3:05
8. The Boy On A Horse – 2:05
9. The Way You Look Tonight (Jerome Kern & Dorothy Fields) – 2:16
10. The Wrong Clue – 2:32
11. J.J. Gittis – 3:05
12. Love Theme (End Title) – 2:03
13. Love Theme (Main Title) – 1:56
14. J.J. Gittis – 3:10
15. Noah Cross I – 1:32
16. Mulwray's Office – 1:29
17. A Late Swim – 0:25
18. The Boy On A Horse – 2:06
19. Easy Living (Ralph Rainger & Leo Robin) – 1:48
20. The Way You Look Tonight (Jerome Kern & Dorothy Fields) – 4:35
21. Noah Cross II – 1:11
22. No Trespassing – 0:55
23. Some Day/The Vagabond King Waltz (Rudolf Friml & Brian Hooker) – 3:18
24. The Last Of Ida II – 0:54
25. Jake And Evelyn – 2:46
26. The Captive – 3:15
27. Second Thoughts – 1:03
28. The Last Of Ida I – 2:50
29. The Wrong Clue II – 2:15
30. The Wrong Clue I – 1:19
31. It's Not Worth It – 1:11
32. Love Theme (End Title) – 2:01

Totale duur: 70:35
Nummer 1 t/m 12: Original 1974 Soundtrack Album
Nummer 13 t/m 32:  Original Motion Picture Soundtrack

## Personeel
- Uan Rasey – trompet (solist)

## Prijzen en nominaties
| Jaar | Prijs                   | Categorie                            | Genomineerde(n) | Uitslag     |
| ---- | ----------------------- | ------------------------------------ | --------------- | ----------- |
| 1975 | Academy Awards (Oscars) | Best Original Dramatic Score         | Jerry Goldsmith | Genomineerd |
| 1975 | BAFTA Awards            | Best Film Music                      | Jerry Goldsmith | Genomineerd |
| 1975 | Golden Globe Awards     | Best Original Score – Motion Picture | Jerry Goldsmith | Genomineerd |